# 九木漁港
九木漁港（くきぎょこう）は、三重県尾鷲市九鬼町にある第2種漁港。九鬼漁港とも呼ばれる。熊野灘に面している。かつて九鬼（九木）はブリ定置網における「日本三大漁場」の一つとされていた。

## 地理
太平洋の熊野灘に面する九鬼湾（九木湾）に位置し、三方を山に囲まれているため水域は穏やかである。最寄駅はJR東海紀勢本線九鬼駅。
三重県の中でも熊野灘地区は地形が急峻で天然礁が少ないため、近海漁業や沖合漁業の比重が高く、相対的に漁船規模も大きい。黒潮の影響で回遊魚が来遊するため、ブリを主とする大型定置網が設置されている。また、一本釣り、刺し網、棒受網、まき網などの漁法が用いられている。
2017年（平成29年）の水産物陸揚量は、属人陸揚量・属地陸揚量ともに1252トン、陸揚金額が4億8600万円だった。主な魚種はブリ類、サバ類、マアジ、カタクチイワシだった。陸揚量・陸揚金額ともに、尾鷲市域と熊野市域の漁港としては三木浦漁港に次いで高かった。

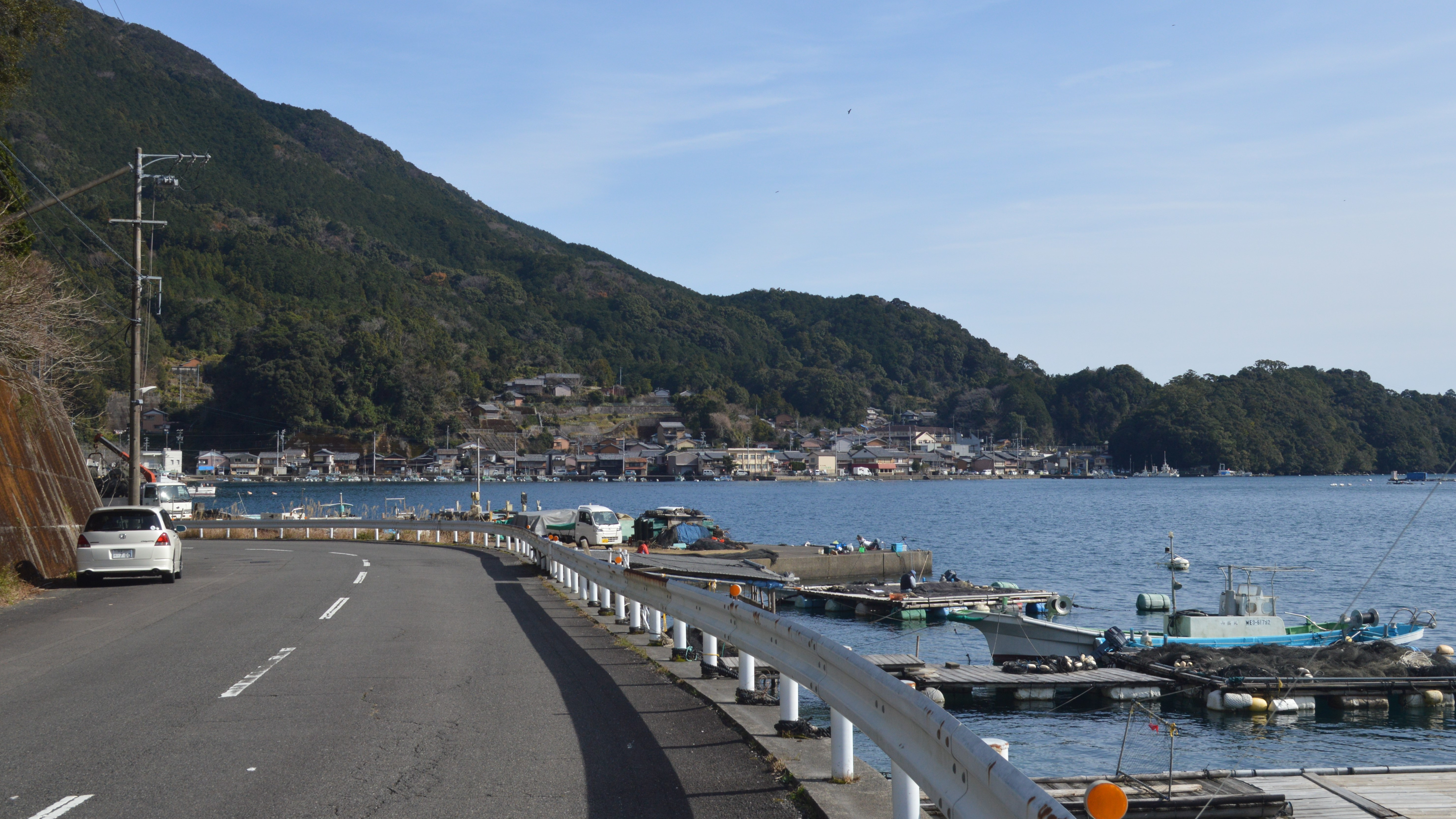
九鬼湾と九鬼集落

## 歴史

### 中近世

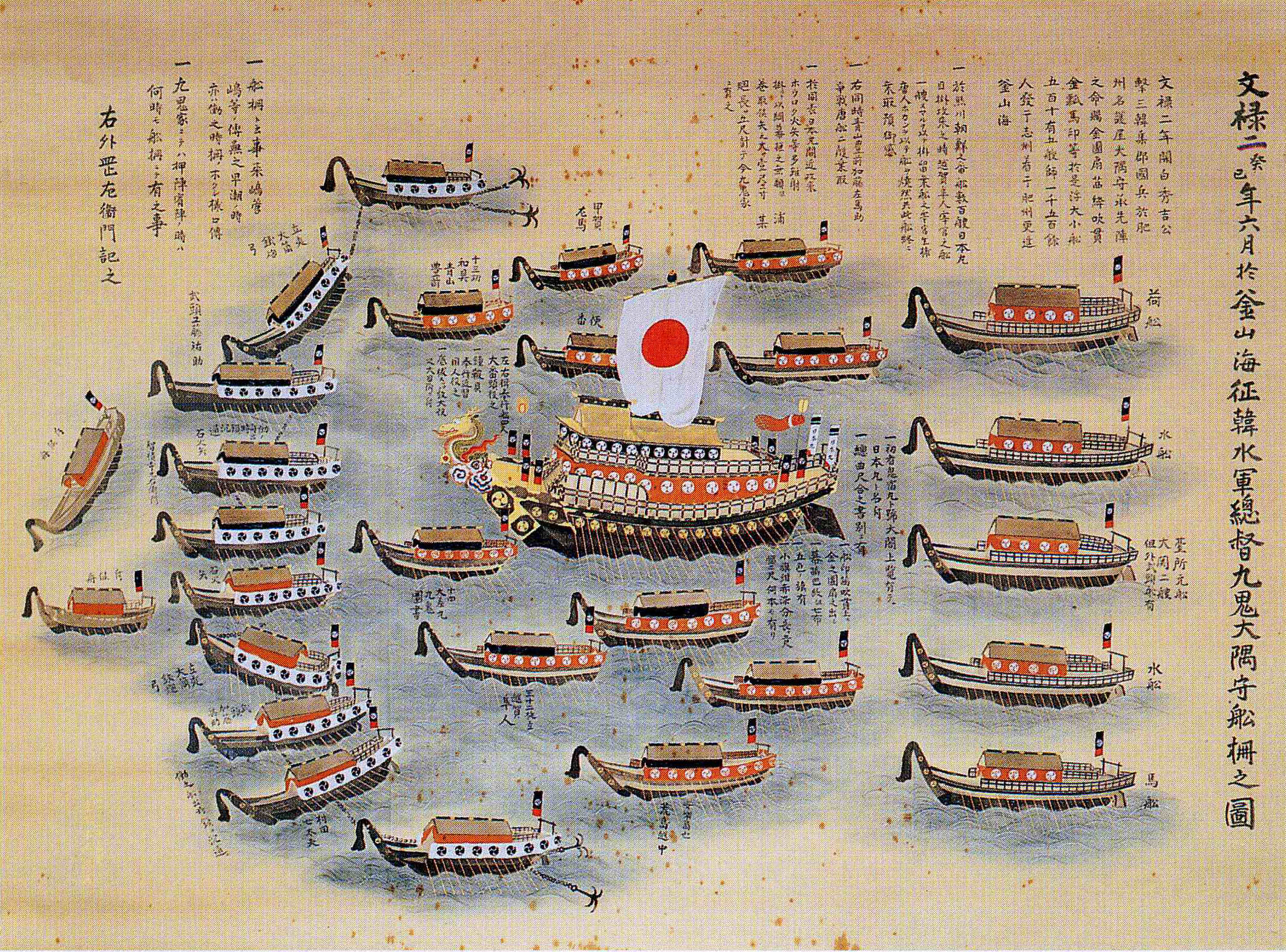
九鬼水軍

九鬼（九木）は九鬼水軍で知られる九鬼氏の発祥地であり、戦国時代には九鬼嘉隆が戦国大名に成長して鳥羽城主となった。
九鬼湾は天然の良港であり、風待ちのために諸国の廻船が入港した。好錨地であることを唄う船歌として「大王出てから丑寅走り、九木の港へまんまとも」、「九木の港に錨は要らぬ、三味や太鼓で船つなぐ」などがある。
文化6年（1809年）10月23日には丸太材木と杉皮を積んだ専右衛門の船が九木浦を出帆した。桑名で積荷を売却して11月20日に出帆したが、大王崎付近で流されて漂流が始まった。出帆から125日目の文化7年（1810年）3月25日、遠江国榛原郡下吉田村（現・静岡県榛原郡吉田町）の海岸に打ち上げられ、乗組員4人全員が無事に九木浦に戻った。
天保10年（1839年）完成の『紀伊続風土記』には、「本国三の大湊ありて是其一なり。諸国廻船常に茲に停泊して最繁昌なり」と書かれている。天明元年（1781年）から文久元年（1861年）までの間に、幕府領から江戸に送られる御城米船が214艘も九鬼湾に入港した。九木浦には阿波屋、河上屋、播磨屋、和泉屋、筑前屋、讃岐屋、淡路屋、内海屋、富田屋、和歌屋、野間屋、日高屋、大石屋、御影屋、天野屋、山田屋、貝屋など多数の舟宿があり、地名を冠した舟宿にはその土地から来た廻船が多く利用した。舟宿は宿泊施設だっただけでなく、米問屋、質屋、積荷問屋などの性格も有しており、九木浦では猶右衛門など有力な舟宿も現れた。
紀州藩の時代の文政5年（1822年）11月、須賀利浦で初めてマグロの立切網が設置され、天保年間（1831年～1845年）にはマグロの大漁が続いた。幕末には九木浦でも立切網が用いられ、明治時代になってもマグロ漁のための漁網は使用された。

### 近代

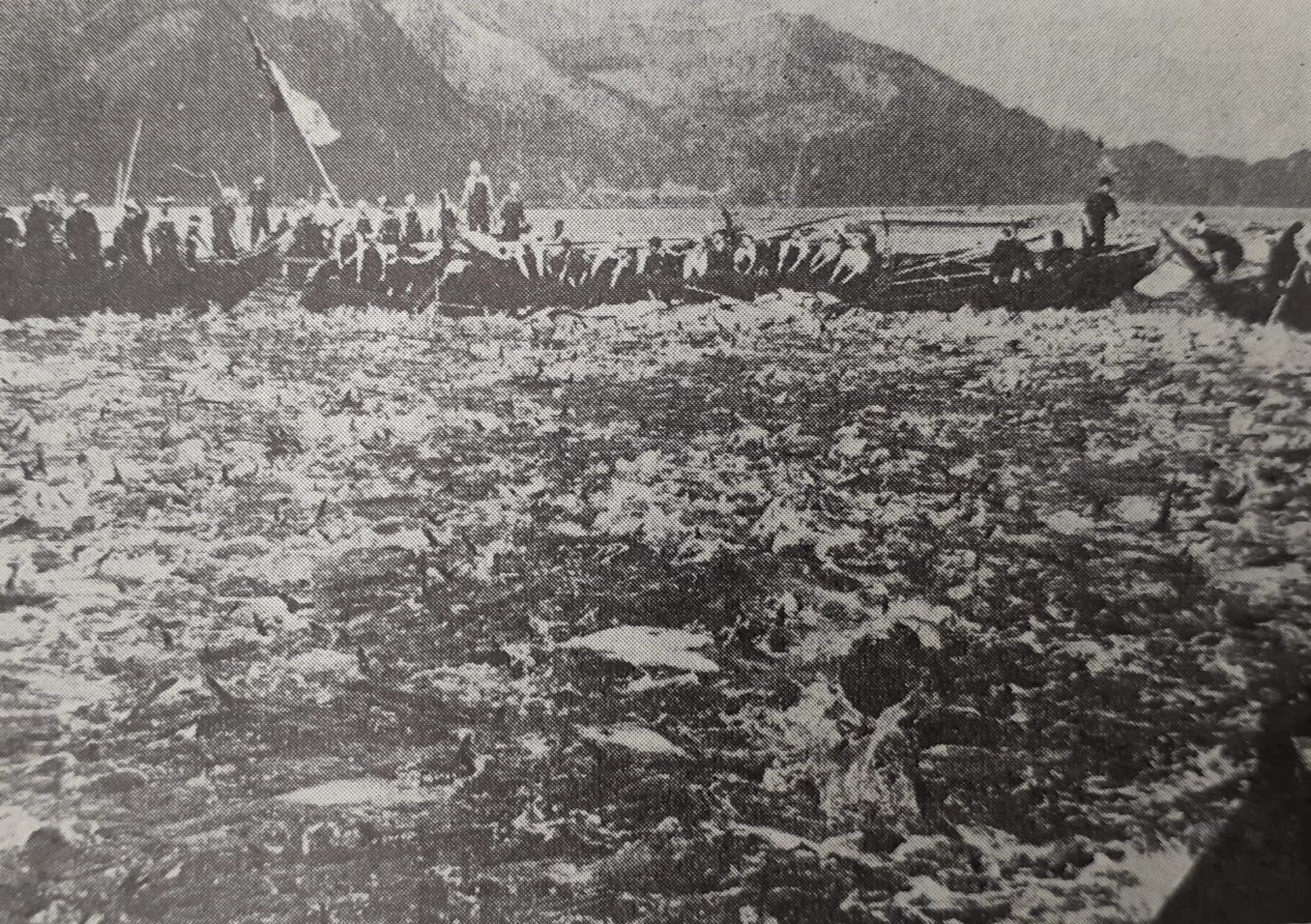
ブリ大敷網（戦前）

1895年（明治28年）5月、九木浦の宮崎和右衛門はマグロ大敷網（定置網）を設置し、この網にはブリも来遊した。1887年（明治20年）には宮崎県の日高亀市によってブリ大敷網が考案されていたが、ブリ大敷網は多額の資金を必要とする難点があった。九木浦ではブリ大敷網を株式組織として1000株を発行し、45人が計5万円を出資して敷設を計画した。
1899年（明治32年）6月30日には三重県知事に対してブリ大敷網の使用免許を申請し、10月12日には免許を得た。同年12月には九木崎の北側の毛尻湾に1号ブリ大敷網を敷設し、1900年（明治33年）には7万6000円もの水揚げがあった。1900年（明治33年）には1号の東側に2号ブリ大敷網を敷設し、4万尾もの水揚げがあった。
1909年（明治42年）には九木浦共同水産組合が組織されて大敷網の事業が引き継がれた。1909年（明治42年）の輸出入品の内訳を見ると、輸入は米・麦・漁網・縄などであり、輸出の大半は魚類だった。他の集落も相次いで定置網を設置したことから、漁業免許の問題による訴訟なども発生した。

### 現代

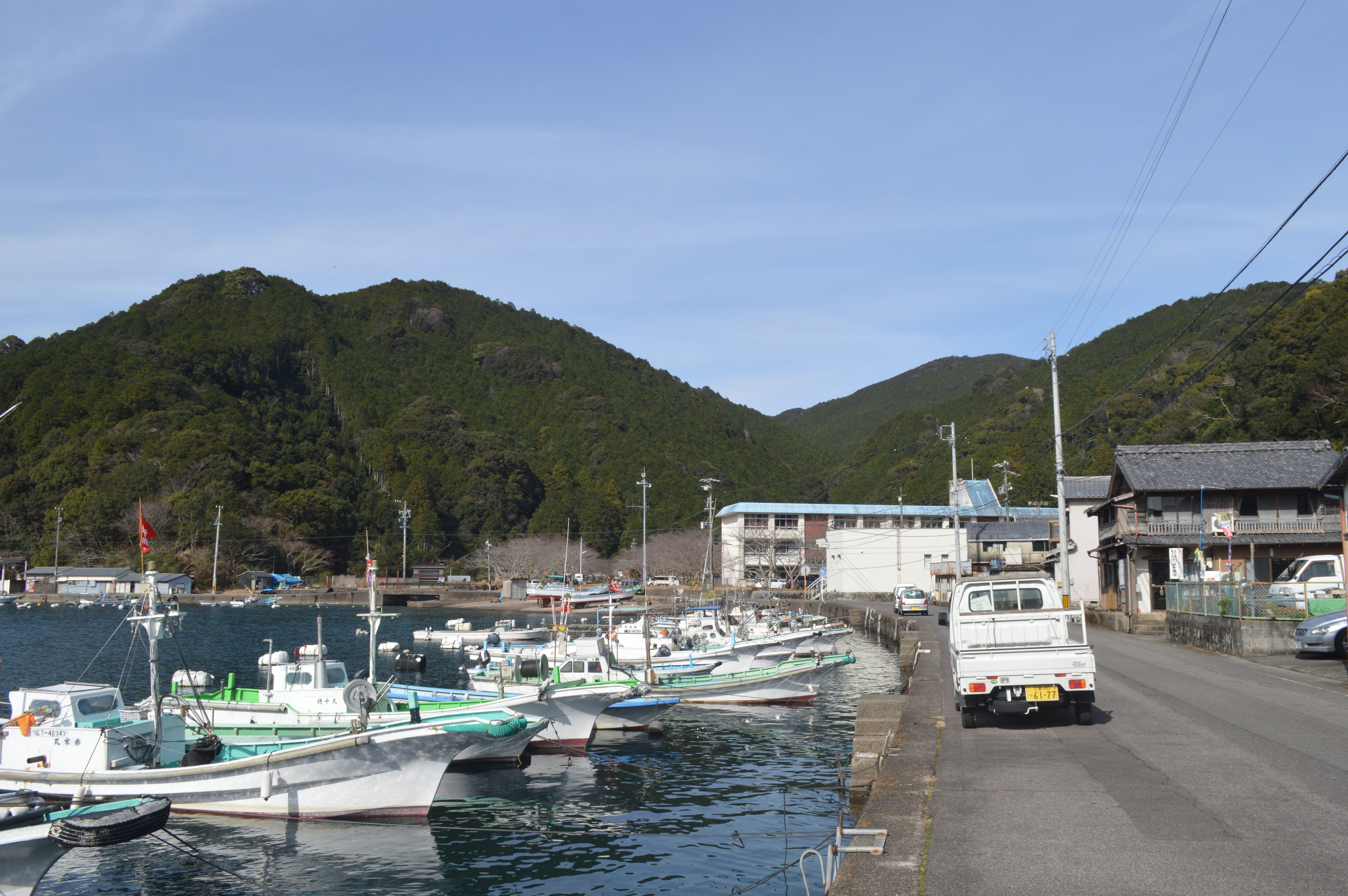
九木漁港の船舶

1948年（昭和23年）には北牟婁郡九鬼村大字九木浦（現・尾鷲市九鬼町）に九木浦共同組合が設立された。1951年（昭和26年）12月13日、第2種漁港に指定された。
1959年度（昭和34年度）から1964年度（昭和39年度）までの6年間、第2次漁港整備計画・第3次漁港整備計画の指定を受けて漁港施設が改修された。さらに、沿岸漁業等構造改善事業によって給水施設と荷捌所が建設された。
1970年度（昭和45年度）からは第4次漁港整備計画・第5次漁港整備計画の指定を受けて、岸壁と物揚場の造成、野積場用地の整備などが行われた。1987年度（昭和62年度）から1998年度（平成10年度）にはさらなる改修事業が行われ、岸壁と係留突堤が整備された。

## 海上交通

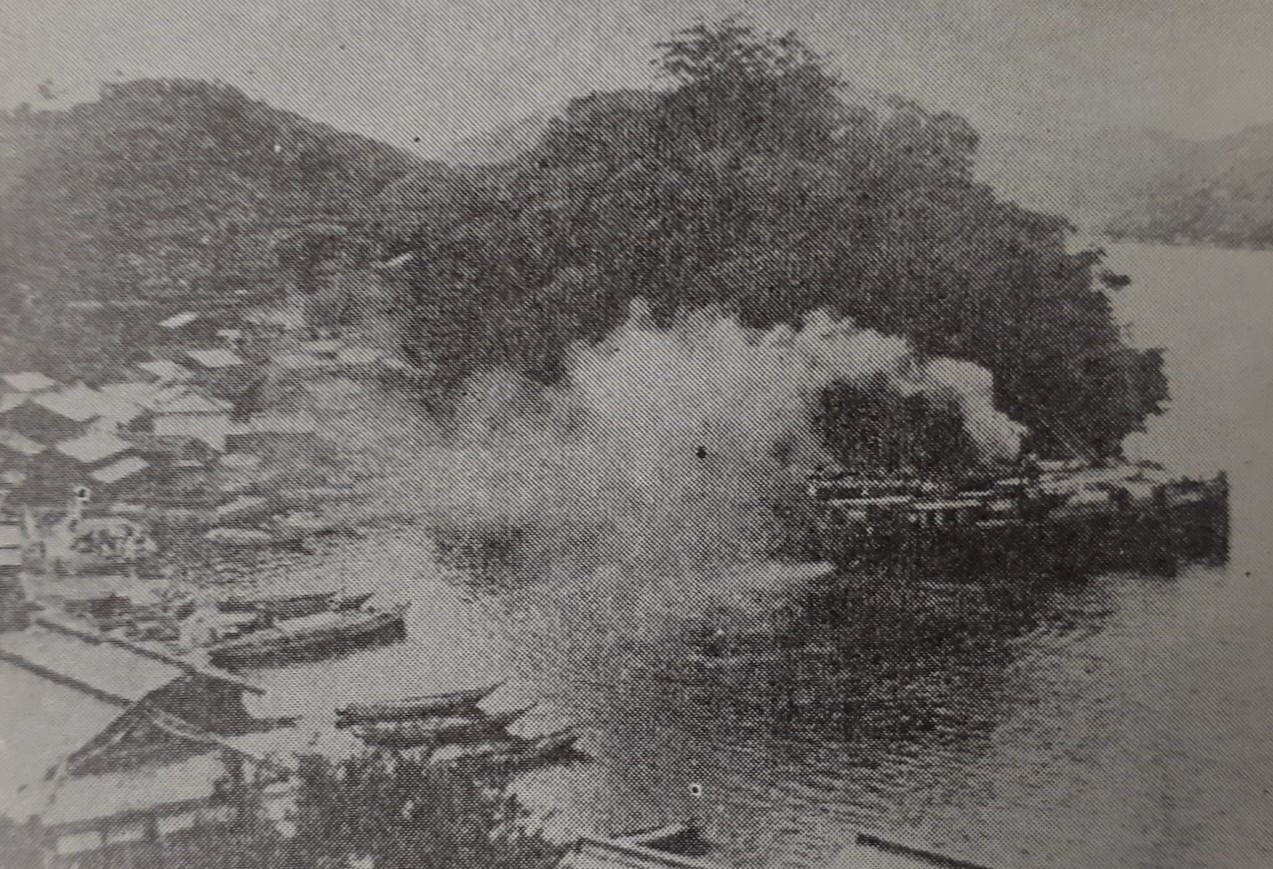
九木漁港を出航する大阪商船の定期船

1887年（明治20年）10月、和歌山県西牟婁郡串本浦（現・串本町）の神田清右衛門（神田汽船）によって大阪と名古屋の熱田を結ぶ定期航路が開設され、九鬼漁港にも寄港したとされる。1888年（明治21年）10月には愛知県愛知郡熱田（現・名古屋市熱田区）の日本共立汽船が同じ航路に就航し、1895年（明治28年）には日本共立汽船が神田汽船を合併した。
1900年（明治33年）4月23日、大阪商船が日本共立汽船を買収し、大阪と名古屋の熱田を結ぶ定期船「熱田・大阪線」（後の「大阪・名古屋線」）を就航させた。就航当初の定期寄港地は、兵庫、和歌山、湯浅、御坊、田辺、串本、古座、勝浦、三輪崎、木本、尾鷲、長島、鳥羽、津、四日市であり、九鬼、引本、島勝は臨時寄港地だったが、1902年（明治35年）には北牟婁郡引本町の島勝とともに正式な寄港地となっている。1920年（大正9年）6月には2日に1便の寄港に減らされたが、陳情活動の結果として1924年（大正13年）からは再び毎日寄港するようになった。
明治時代後半には紀伊半島の各港に大阪商船の定期船が出入港していた。鉄道網の発達とともに海上交通の重要性が薄れていき、1929年（昭和4年）には「大阪・名古屋線」が摂陽商船に引き継がれて貨物専用船となると、太平洋戦争後には路線そのものが廃止された。